# Коцурский говор
Ко́цурский го́вор (русин. коцурска бешеда, коцурска вариянта руского язика) — один из южнорусинских говоров, распространённый на севере Сербии в селе Коцур (Куцура) общины Врбас Южно-Бачского округа автономного края Воеводины. Вместе с керестурским представляют собой два изначальных говора, которые сложились в области Бачка в середине XVIII века в результате переселения предков паннонских русинов из Карпатского региона и которые стали в дальнейшем основой для всех остальных южнорусинских говоров.
К числу особенностей коцурского говора относят такие фонетические черты, как сохранение согласной л в словах типа жолти «жёлтый», распространение сочетания стр на месте праславянского sr’: стреднї «средний», наличие начальной гласной е в слове ещи «ещё» и т. д. К особенностям морфологии относят такие явления, как, например, распространение суффиксов глаголов множественного числа перфекта с палатальной л’ перед окончанием -ї (бешедовалї «говорили») и употребление имени существительного миш «мышь» в мужском роде. В число лексических особенностей говора села Коцур включают распространение таких слов, как требиконїна «клевер», пампушки «пончики», цискац «толкать» и т. д.
В исследованиях по южнорусинскому языку, в частности, в работах Ю. Рамача диалектные черты коцурского говора называют «коцуризмами».
На коцурском говоре спорадически создаются и печатаются литературные произведения. Первой печатной книгой на говоре Коцура стал изданный в 1996 году сборник рассказов для детей коцурского писателя В. Сабо-Дайко «Ровнї цар».

## История
Формирование коцурского говора, как и керестурского, происходило в процессе их относительно обособленного развития в новых языковых условиях после переселения русинов с Карпатских гор в современный ареал на территории Воеводины. Русины, выходцы из северо-восточных венгерских комитатов Шарош, Земплен, Боршод, Абауй-Торна, Сабольч и других заселили сёла Коцур (Куцура) и Руски-Керестур (Руски-Крстур) в области Бачка в середине XVIII века. На новом месте говоры переселенцев складывались в результате взаимодействия оказавшихся в одном селе носителей разнородных материнских говоров. При этом определённое влияние на становление коцурского и керестурского говоров оказывали отсутствие привычного соседства с русинскими и восточнословацкими говорами, а также появление нового иноязычного окружения: контакты с носителями сербского, немецкого, венгерского и других языков Воеводины. Бо́льшая часть диалектных черт при формировании коцурского говора, вероятнее всего, была унаследована от одного материнского говора, принадлежавшего переселенцам с преобладающим числом носителей. Какая-то часть диалектных черт была взята и от других материнских говоров, о чём свидетельствует наличие в современном коцурском говоре языковых дублетов. Согласно данным русинского исследователя Ю. Рамача, основная часть диалектных различий в южнорусинских говорах, главным образом между коцурским и керестурским говорами, сложилась до переселения русинов с Карпат. На территории Воеводины диалектных расхождений у жителей соседних сёл Коцура и Руски-Керестура сложилось относительно немного.
При расселении паннонских русинов с конца XVIII века по территории Бачки, а также при миграции их в Срем и Славонию новые переселенческие говоры складывались на основе как коцурских, так и керестурских диалектных черт. При этом элементы коцурского говора, включая лексические дублеты, составили сравнительно небольшую часть языковых систем новых говоров, преобладающими диалектными чертами в говорах переселенцев стали черты керестурского говора.
В современной Сербии в селе Коцур около половины его жителей составляют паннонские русины, у которых в большинстве своём сохраняется родной говор как в устном бытовом общении, так и отчасти при коммуникации в общественных местах. В Коцуре на южнорусинском в его диалектной и литературной формах говорит как старшее, так и молодое поколение русинов. Коцур является вторым селом после Руски-Керестура среди всех южнорусинских населённых пунктов по численности русинов как в процентном отношении к другим народам, прежде всего, к сербам, так и в абсолютном исчислении. Согласно данным переписи 1991 года в Югославии, в Коцуре насчитывалось 2413 русинов из 4713 жителей села, а по данным переписи 2002 года в Сербии в селе насчитывалось 2200 русинов из 4663 жителей.
В наше время коцурский, как и остальные южнорусинские говоры Воеводины, подвержен значительному влиянию сербского языка, что отражается в первую очередь в заимствовании лексики. В то же время коцурский наряду с керестурским сохраняют больше исконных языковых черт в сравнении с говорами, для которых характерно более сильное сербское влияние (в сёлах и общинах с сербским большинством). Например, сохраняется произношение звонкого глоттального спиранта г (ɦ) (гвозд «гвоздь», гуторел «говорил»); употребление флексии -има у имён прилагательных и других частей речи с адъективным типом склонения в форме творительного падежа множественного числа (з добрима людзми «с хорошими людьми»); распространение слов варош «город», покрутки «почки», лядовица «гололедица», говля «аист», потька «карп, сазан». В говорах с более сильным сербским влиянием отмечают произношение глухого велярного спиранта х (хвозд, хуторел), употребление окончания -им (з добрим людзми как в сербском са добрим људима), распространение слов град «город», бубреги «почки», поледица/полядовка «гололедица», рода «аист», шаран «карп, сазан».

## Диалектные особенности
Коцурский говор в относительно однородной южнорусинской диалектной среде противопоставлен главным образом только керестурскому говору, второму исходному и старейшему говору паннонских русинов. Согласно данным исследователей южнорусинского языка, диалектные различия коцурского и керестурского говоров небольшие, они представляют собой прежде всего ряд фонетических особенностей и некоторые расхождения в лексике.
На уровне фонетики в коцурском говоре отмечаются такие особенности в произношении гласных, как произношение е в основах слов гредка «грядка, клумба» при керестурском градка; вертац «сверлить» при керестурском вартац и в позиции начала слова ещи «ещё» при керестурском ище; а также произношение гласной о в основе слова порплї «перхоть» при керестурском парплї и гласной и в основе слова посцилка «колыбель, детская кроватка» при керестурском посцелка. В формах типа жолти «жёлтый», жольч «желчь», жольчок «желток» отсутствует переход л > в [ў] (в праславянском сочетании редуцированного ь с l — ьl > ol). На месте праславянского sr’ отмечается сочетание стр (стреднї «средний», стригац «стричь») при керестурском штр (штреднї, штригац). Кроме того, коцурский говор выделяется особенностями в произношении согласных в таких формах, как бубен «барабан», бубновац «барабанить», вонї «они», кукуригац «кукарекать», тирсцовка (палїчка з наду) «палка из камыша, тростника», клусти «толстый» (с переходом t > k перед праславянским сочетанием редуцированного ъ с l — ъl > lu). В керестурском говоре этим формам соответствуют формы бугна, бугновац, вони, кукурикац, тирсовка, тлусти.
К морфологическим явлениям, выделяющим коцурский говор, относят наличие суффикса с палатальной согласной л’ перед окончанием -ї у глаголов множественного числа перфекта: бешедовалї «говорили», читалї «читали», робелї «работали, делали», шедзелї «сидели». В керестурском говоре в этих формах глагола выступает суффикс с переднеязычной л перед окончанием -и: бешедовали, читали, робели, шедзели. В глаголах с основами на согласные ж, ч и щ, отмечаемые на месте праславянских g, k, sk, в позиции после рефлекса праславянской гласной *ě формы инфинитива образуются при помощи суффикса -и-: бежиц «бежать», бечиц «блеять», кричиц «кричать», сичиц «шипеть, брызгать», вищиц «визжать», трещиц «трещать»; а формы прошедшего времени при помощи суффикса -е-: бежелї «бежали», кричелї «кричали», трещелї «трещали». В керестурском говоре во всех этих формах выступает суффикс -а-. Также для коцурского говора характерно употребление имени существительного миш «мышь» как слова мужского рода, в то время как в говоре Руски-Керестура распространено имя существительное миша женского рода. Кроме того, между коцурским и керестурским говорами имеются различия в словообразовании: при помощи разных аффиксов образуются, например, слова «пироги с квашеной капустой», «кузнец», «недоуздок, оголовье»; в Коцуре они представлены лексемами капушнїки, коваль, приглавок, в Руски-Керестуре — лексемами капущанїки, ковач, оглавок.
В области лексики коцурский говор выделяется распространением слов требиконїна «клевер», пампушки «пончики», розмаринг «розмарин», гвиздочки «нарцисс», рошошки «вилы», лепетка «бабочка», поньвичка «рядно, холст», цискац «толкать, напирать» и т. д. В Руски-Керестуре им соответствуют слова бетелїна, бухти, розмария, кичкиридж, чеперки, мотиль, зольнїца, дриляц и т. д. Некоторые коцурские слова, заимствованные из сербского языка, например, слово корпа «корзина» имеют соответствие исконного происхождения в керестурском: кошар. И, наоборот, исконному коцурскому слову, например, слову пирня «сажа, зола» соответствует сербское заимствование в керестурском: гар. Имеется также и общая для коцурского и керестурского говоров исконная лексика, которой соответствуют слова, схожие с сербскими, в других южнорусинских говорах. Например, слову врабац «воробей», характерному для сремских говоров и сербского языка, соответствует исконное слово тащок, распространённое в речи Коцура и Руски-Керестура. При этом исследователи южнорусинского языка могут  рассматривать слова, схожие с сербскими (как в случае со словом врабац) не только как сербские заимствования, но и как русинские архаизмы.

## Пример текста
Отрывок русинского народного рассказа из этнографического сборника В. М. Гнатюка на коцурском говоре (опубликован в статье Ю. Рамача «Новые слова в литературном и разговорном языке югославских русинов»):

Бул раз єден худобни чловек, нє мал нїч, лєм трох синох и єдну подлу хижку. Хлапци повирасталї, требало би ше им женїц, а ту нєт з чого свадзбу правиц, бо кед худобни булї, нє малї нїч. «Знаце цо, дзеци мойо — оцец им гуторел — женїц би ше вам, а ту нєт з чого свадзбу правиц, бо зме худобни. Та идзце служиц, наслужце себе пенєжи, можеце ше оженїц».
Жил-был один бедный человек, у него ничего не было, только три сына и одна хижина. Юноши выросли, пора им была жениться, а нечем было справить свадьбу, так как они были бедные, ничего у них не было. «Послушайте меня, дети мои! — сказал им отец — вам пора жениться, а нам нечем свадьбу справить, так как мы бедные. Поэтому идите служить, заработайте себе денег и вы сможете жениться».